# Earth Impact Database
Earth Impact Database là một cơ sở dữ liệu về các cấu trúc hoặc hố va chạm được xác nhận trên Trái Đất. Nó được khởi xướng vào năm 1955 bởi Đài thiên văn Dominion, Ottawa, dưới sự chỉ đạo của Tiến sĩ Carlyle S. Beals. Từ năm 2001, nó đã được duy trì như một nguồn thông tin phi lợi nhuận tại Trung tâm Khoa học Hành tinh và Không gian tại Đại học New Brunswick, Canada.
Tính đến  tháng 4 năm 2019, cơ sở dữ liệu liệt kê 190 địa điểm tác động được xác nhận.
Các danh sách khác có phạm vi rộng hơn bằng cách bao gồm nhiều hơn các địa điểm được xác nhận, chẳng hạn như các địa điểm có thể chắc chắn, có thể bị nghi ngờ và bị từ chối hoặc làm mất uy tín trong danh sách của họ. Chúng được sử dụng để sàng lọc và theo dõi nghiên cứu các địa điểm có thể tác động. Các địa điểm sẽ xuất hiện đầu tiên trong các danh sách này khi đang nghiên cứu và có thể được tích hợp vào Earth Impact Database của UNB sau khi xác nhận và thu thập đủ thông tin về địa điểm để đáp ứng các tiêu chí nhập cảnh nghiêm ngặt của cơ sở dữ liệu.
Các danh sách khác được biết đến nhiều nhất là Cơ sở dữ liệu tác động được duy trì bởi Nhóm nghiên cứu trường tác động tại Đại học Tennessee, Knoxville  và Danh mục cấu trúc tác động của Trái Đất, được duy trì tại Trung tâm thảm họa toàn cầu Siberia.